# Diana Bracho
Diana Bracho (ur. 12 grudnia 1944 w Meksyku) – meksykańska aktorka filmowa.

## Wybrana filmografia

### Filmy
- 2001: I twoją matkę też jako Silvia Allende de Iturbide

### Telenowele
- 2017-2019: Mi marido tiene familia jako Blanca Gómez de Córcega
- 2016: El hotel de los secretos jako Teresa Langre Vda. de Alarcón
- 2013-2014: Quiero amarte jako Doña Lucrecia Ugarte de Montesinos
- 2008: Fuego en la sangre
- 2006: Heridas de amor jako Bertha de Aragón
- 1993: Capricho jako Eugenia Montaño de Aranda

## Nagrody i nominacje

### Premios TVyNovelas
| Rok  | Kategoria                         | Telenowela               | Wynik     |
| ---- | --------------------------------- | ------------------------ | --------- |
| 2017 | Najlepsza antagonistka            | El hotel de los secretos | Nominacja |
| 2009 | Najlepsza antagonistka            | Fuego en la sangre       | Wygrana   |
| 2007 | Najlepsza aktorka pierwszoplanowa | Heridas de amor          | Nominacja |
| 1994 | Najlepsza antagonistka            | Capricho                 | Wygrana   |